# احساسم کن (ترانه سلنا گومز)
«احساسم کن» (به انگلیسی: Feel Me) ترانه‌ای از خواننده آمریکایی سلنا گومز برای نسخه دیلاکس و وینیل سومین آلبوم استودیویی‌اش، کمیاب (۲۰۲۰) است. این ترانه در کنار تاریخ عرضه نسخه وینیل آلبوم منتشر شد. این ترانه در ابتدا در تور احیا اجرا شد و در ابتدا برنامه‌ریزی نشده‌بود که منتشر شود. با این حال، به دلیل محبوبیت ترانه و تقاضای طرفداران، این ترانه برای انتشار در فوریه ۲۰۲۰ اعلام و در ۲۱ فوریه از طریق سرویس‌های استریم و نسخه‌های دیجیتال منتشر شد. از نظر موسیقی، این یک ترانه رقص با تأثیرات از امبینت هاوس است.

## تاریخ عرضه
| منطقه    | زمان          | قالب                     | ناشر      | منا.  |
| -------- | ------------- | ------------------------ | --------- | ----- |
| جهانی    | ۲۱ فوریه ۲۰۲۰ | دانلود دیجیتال استریمینگ | اینترسکوپ |       |
| استرالیا | ۲۴ فوریه ۲۰۲۰ | رادیو هیت معاصر          | یونیورسال | [ ۵ ] |